# Aristides Bertuol
Aristides Bertuol (Bento Gonçalves, 1916 — 1979) foi um político e piloto de automóveis brasileiro.
Faleceu aos 63 anos, vítima de câncer.

## Trajetória no esporte
Participou de 54 corridas e em 27 ocasiões esteve no pódio; foram 14 vitórias, sete segundos lugares e seis terceiros. Sua estreia nas pistas ocorreu em 26 de setembro de 1948, na Copa Rio Grande do Sul, uma prova de estrada de ida e volta entre Porto Alegre e Passo Fundo. E o carro com que começou a competir era um Chevrolet Sedanete 1948, que era, inclusive, o seu carro de passeio. Com o Sedanete, Bertuol disputou outras cinco provas.
A primeira vitória veio rapidamente. Pilotando o Sedanete, já na sua segunda disputa, em 19 de março de 1949, venceu o IV Grande Prêmio Cidade de São Paulo, uma prova que aconteceu no Autódromo de Interlagos,
Mesmo antes de participar das famosas provas de carreteras, que acabariam por consagrá-lo, Bertuol já se destacava pilotando um Chevrolet Coupé 1939. Com esse carro ele conseguiu, em 1951, uma de suas vitórias mais sensacionais, no 1º Circuito da Boa Vizinhança, quando percorreu os 500 quilômetros da prova realizada entre Bento Gonçalves/Guaporé/Passo Fundo/Vacaria/Caxias do Sul/Bento Gonçalves, e atingiu uma média de 95 km/h, marca considerada fantástica na época.
Com o sucesso das carreteras, o prestígio de Aristides Bertuol espalhou-se por todo o Brasil, principalmente após os bons resultados conseguidos nas Mil Milhas de Interlagos, no Circuito da Uva e no Grande Prêmio Cidade de Porto Alegre. Na conquista do primeiro lugar na II Mil Milhas Brasileiras, ocorrida em 23 e 24 de novembro de 1957, disputada no Autódromo de Interlagos, Bertuol fez dupla com o piloto gaúcho Orlando Menegaz. Também em 1957, Bertuol sagrou-se campeão gaúcho. Pouco tempo depois, abandonou sua carretera, passando a competir com um Opala.
Sua última prova ocorreu em 23 de dezembro de 1969, nas 3 Horas de Guaporé, na corrida de inauguração do autódromo da cidade.

## Trajetória na política
Bertuol destacou-se não apenas como piloto de competições, mas também como político, tendo exercido os cargos de vereador e prefeito de Bento Gonçalves, além de deputado estadual.

## Homenagens
A mais alta condecoração oferecida pelo município de Bento Gonçalves a uma pessoa chama-se Medalha Aristides Bertuol, e ela pode ser concedida somente uma vez por ano, pela Câmara de Vereadores.
Uma rua da cidade de Bento Gonçalves, em sua homenagem, foi denominada Rua Aristides Bertuol.
O kartódromo de Bento Gonçalves também leva seu nome.
Aristides Bertuol – O Piloto da Carretera Nº 4, livro organizado pelo jornalista Fabiano Mazzotti e o engenheiro Gilberto Mejolaro. Lançado em 2016, com pleno apoio da família do piloto, apresenta a trajetória de Bertuol no automobilismo.